# Ruschia rupicola
Ruschia rupicola là một loài thực vật có hoa trong họ Phiên hạnh. Loài này được (Engl.) Schwantes miêu tả khoa học đầu tiên năm 1926.